# Нурмийоки
Нурмийоки — река в Мурманской области России, протекает по территории Кандалакшского района. Левый приток реки Тенниёйоки.
Длина реки составляет 34 км. Площадь водосборного бассейна — 223 км².
Нурмийоки берёт начало в озере Нурмиярви на высоте 357 м над уровнем моря. В 24 км от устья, по левому берегу реки впадает река Куккосеноя. Впадает в Тенниёйоки близ озера Аутиоярви. Населённых пунктов на реке нет.

## Данные водного реестра
По данным государственного водного реестра России относится к Баренцево-Беломорскому бассейновому округу, водохозяйственный участок реки — Тенниёйоки. Речной бассейн реки — бассейны рек Кольского полуострова и Карелии.
Код объекта в государственном водном реестре — 02020020012102000007858.